# Poppy Liu
Poppy Liu (Xi'an) is een Amerikaans actrice geboren in China. Ze speelde in diverse films en series, waaronder Safe Among Stars, New Amsterdam en iCarly.

## Filmografie

### Film
- 2018: Summon, als mannequin
- 2019: Safe Among Stars, als Jia
- 2020: Flourish, als Lazer
- 2020: To Do, als Steph
- 2020: Certified Black Genius, als Maisa
- 2024: The Tiger's Apprentice, als Slang (stemrol)
- 2024: Space Cadet, als Nadine Cai
- 2025: Dog Man, als butler (stemrol)

### Televisie
- 2018: New Amsterdam, als Amy Chiang
- 2018-2019: Mercy Mistress, als minnares Yin
- 2019: Law & Order: Special Victims Unit, als Hannah Berkowitz
- 2019: Sunnyside, als Mei Lin
- 2020-2022: Better Call Saul, als Jo
- 2021-2025: Hacks, als Kiki
- 2021-2022: iCarly, als Double Dutch
- 2022: Dollface, als Lotus Dragon Bebe
- 2022: Tales of the Walking Dead, als Amy
- 2022: Wedding Season, als Mitzi
- 2023: History of the World, Part II, als Ehri Khan
- 2023: Dead Ringers, als Greta
- 2023: American Born Chinese, als prinses Iron Fan
- 2023: The Afterparty, als Grace Zhu
- 2024: No Good Deed, als Sarah Weber